# 켄 새고즈

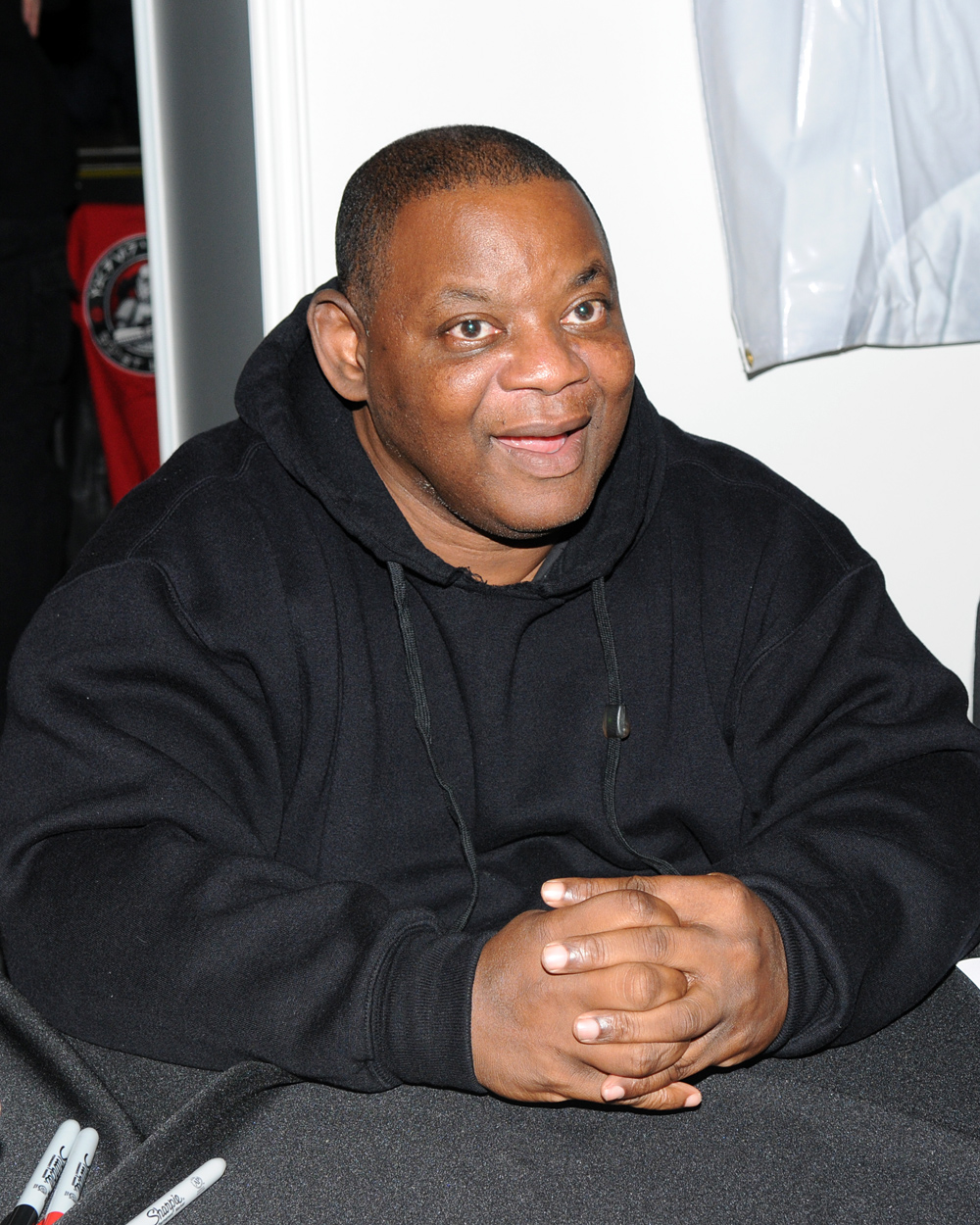

켄 세이고스(Ken Sagoes, 1967년 1월 1일 ~ )는 미국의 배우, 각본가이다.
애틀랜타에서 태어났다.

## 출연 작품

### 영화
- Say Yes (1986)
- 캠퍼스 히어로 (1986, The George McKenna Story)
- 나이트메어 3: 꿈의 전사 (1987) - 롤런드 킨케이드 역
  - 나이트메어 4: 꿈의 지배자 (1988)
- X 전략 (1987)
- 로즈우드 (1997, Rosewood)